# Frederick G. Barry
Frederick George Barry, född 12 januari 1845 i Woodbury i Tennessee, död 7 maj 1909 i West Point i Mississippi, var en amerikansk demokratisk politiker. Han var ledamot av USA:s representanthus 1885–1889.
Barry tjänstgjorde i kavalleriet i sydstatsarmén i amerikanska inbördeskriget, studerade juridik och var sedan verksam som advokat i Mississippi. År 1885 efterträdde han Hernando Money som kongressledamot och efterträddes 1889 av Clarke Lewis. Barry avled 1909 och gravsattes på Odd Fellows Rest Cemetery i Aberdeen i Mississippi.